# Aternitum
Aternum o Aternitum, va ser una ciutat de la costa Adriàtica a Itàlia, avui anomenada Pescara.
Era ciutat del poble dels vestins, l'única a la costa. Estava situada a la vora del riu Aternus, d'on va prendre el nom. Era un lloc important, un centre de comerç des d'on mercadejaven no només els vestins sinó també els pelignes i els marruquins.
A la Segona Guerra Púnica es va decantar a favor d'Hanníbal i els romans dirigits pel pretor Publi Semproni Tudità la van ocupar l'any 213 aC. Semproni Tudità hi va fer set mil presoners, i va recollir una considerable quantitat de diners.
Amb August s'hi va establir una colònia militar però no va obtenir rang de colònia encara que va ser municipi romà. Tiberi va reconstruir el seu port, i Claudi hi va fer arribar la via Valèria. Va mantenir la condició de municipi sota l'Imperi i més tard va agafar el nom de Piscària.